# 캘리포니아 주립 대학교 메리타임 아카데미
캘리포니아 주립 대학교 메리타임 아카데미(California State University Maritime Academy)는 미국 캘리포니아주 발레이오에 위치한 공립 대학이다. 캘리포니아 주립 대학교 시스템의 일부이며 미국 서해안의 유일한 해양대학이다. 이 대학교는 6개의 학사 프로그램과 1개의 석사 프로그램을 제공한다.